# Знам'янська ЗШ І–ІІІ ступенів № 7
Знам'янська загальноосвітня школа І-ІІІ ступенів № 7 — загальноосвітній навчальний заклад, що знаходиться у смт. Знам'янка Друга Кіровоградської областї

## Історія школи
1904 року Земуправ в селищі Знам'янка побудував школу. Школа була міністерською, двохкласною,в п'ять відділень. 

З 1913 року функціонувала як залізнична школа.

Після побудови двоповерхової будівлі школу було передано в підпорядкування міського відділу освіти. Саме тоді школа стала називатися восьмирічною школою № 7.

У 1992 році заклад освіти було реорганізовано в середню школу № 7

## Директори школи
| 1902–1913 рр.   |                                 |
| 1913–1933 рр.   |                                 |
| 1933–1939 рр.   | Киба Трохим Іванович            |
| 1939–1941 рр.   | Бацанов Петро Іванович          |
|                 | Калінніков Сергій Опанасович    |
|                 | Ситнік Микола Олександрович     |
|                 | Погорєлов Анатолій Акімович     |
| 1977-1983 рр.   | Яровий Анатолій Дмитрович       |
| 1983–1984 рр.   | Сиромятніков Володимир іванович |
| 1984-1996 рр.   | Нікалаєва Ніна Іванівна         |
| 1996–2001 рр.   | Мурга Володимир Миколайович     |
| 2001 - 2017 рр. | Корж Раїса Олександрівна        |
| 2017-2019       | Ярова Валентина Іванівна        |
| 2019-зараз      | Дубровська Галина Миколаївна    |

```
Согласно решению исполнительного комитета Знаменского городского совета народных депутатов от 23 марта 1995 года № 167 Знаменской общеобразовательной школе І
 
— ІІІ ступеней № 7 присвоено имя Петра Ивановича Бацанова и установлена мемориальная доска в память о нем.
```

## Шкільний музей
Не перший рік поновлюється експонатами шкільна кімната-музей культури і побуту українського народу.

В розрізі демонструється українська хата, предмети українського побуту, предмети господарства,  експонати зібрані серед жителів селища Знам’янки.

Призначення і назви побутово-господарського приладдя завжди викликає зацікавленість у сучасних дітей, які з сучасними технологіями на «ти», а макет печі, мисник, прялка, покуття з іконами, серпи, млинок, ціп для молотьби – як інша планета.

## Джерело-посилання
1. Сайт закладу [Архівовано 29 січня 2019 у Wayback Machine.]
2. Сторінка ЗШ № 7 на сайті відділу освіти [Архівовано 29 січня 2019 у Wayback Machine.]
3. Інформація у базі ІСУО [Архівовано 29 січня 2019 у Wayback Machine.]